# عطيفة ضئيلة
عطيفة ضئيلة (الاسم العلمي: Campylobacter gracilis) هي نوع من البكتيريا تتبع جنس العطيفة من فصيلة العطيفات.